# Peugeot 607
Peugeot 607 je automobil vyšší střední třídy vyráběný ve francouzské automobilce Peugeot od září 1999 do června 2010.
607, spolu s menší 407, byl nahrazen modelem 508 na začátku roku 2011.

## Historie

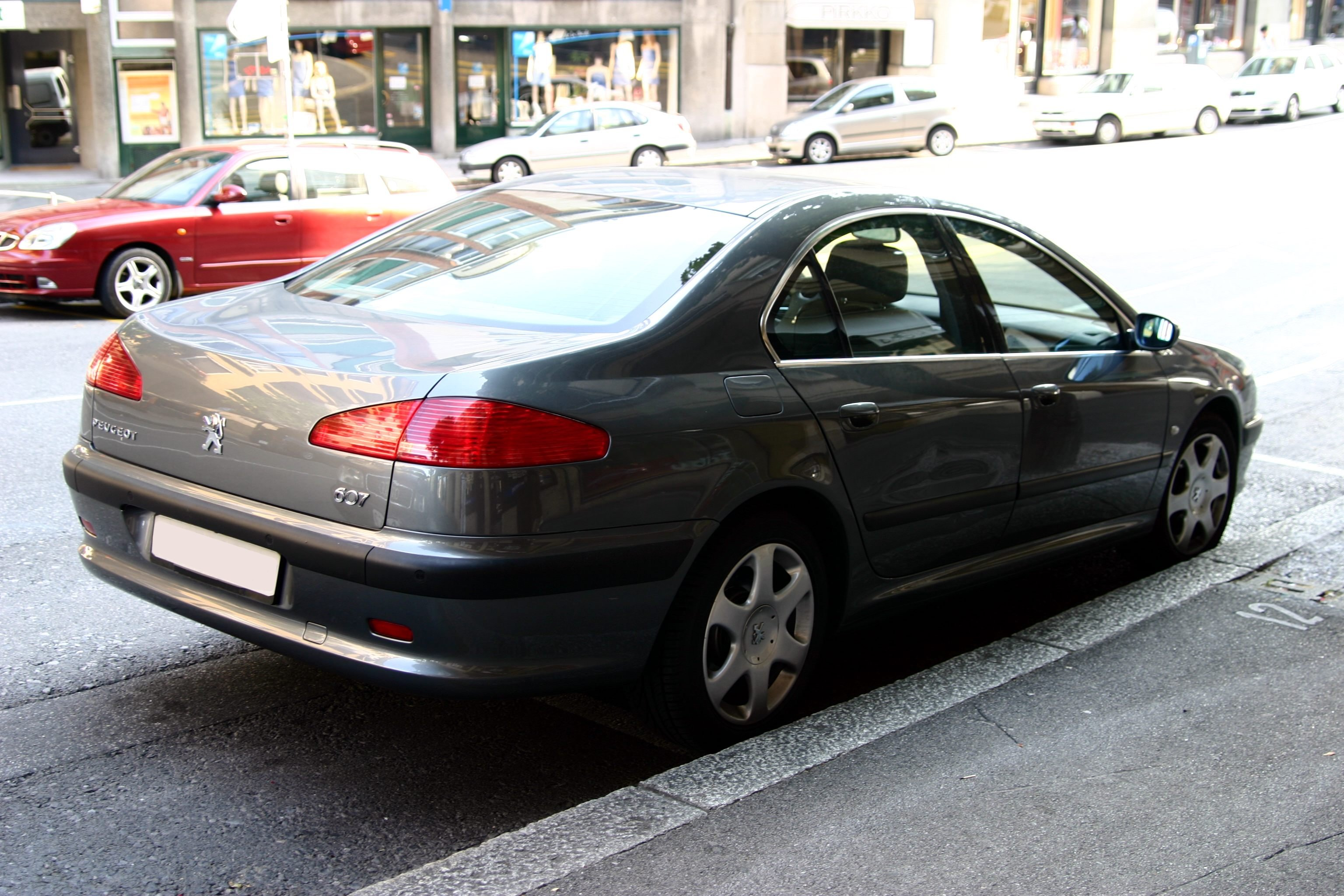
Zadní pohled

Výroba 607 byla zahájena v říjnu 1999, nahradil již zastaralý Peugeot 605. Byl postaven na platformě svého předchůdce, ale měl zcela nový, moderní design exteriéru. Řada motorů (2.2 a 3.0 benzín a 2.2 diesel) byla zcela nová. Úrovně vybavení byly také vysoké, se všemi modely dostal klimatizaci, CD přehrávač, elektrické ovládání oken, 8 airbagů, ABS, hlídač tlaku v pneumatikách a centrální zamykání jako standard.

## Taxi verze
607 se často používá jako taxi ve Francii; v Portugalsku jsou používány jako letištní taxíky na letišti Faro; tyto verze jsou obvykle 3,0 V6 nebo 2,2 HDi verze; země Beneluxu je také používají, ale méně často na letištích.

## Facelift
607 byl faceliftován v roce 2004, přičemž nejvýznamnější změny jsou nová přední část a nový motor 2.7 HDi V6, který je spojený s novou šestistupňovou automatickou převodovkou, která je nyní k dispozici také pro benzínový model V6.
V roce 2008 byl Peugeot 607 stažen z prodeje ve Velké Británii kvůli špatnému odbytu.

## Peugeot 607 Paladine

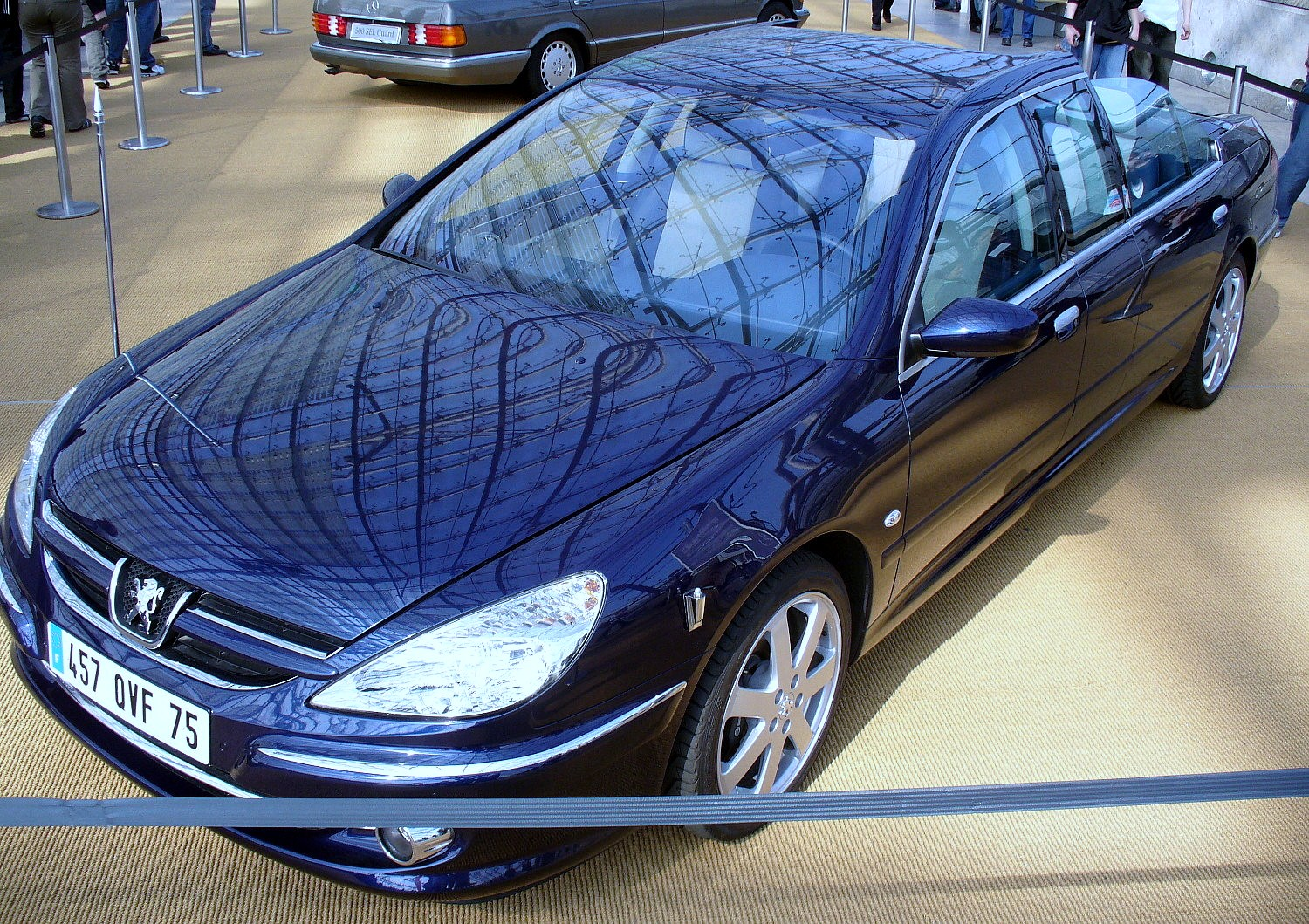
Peugeot 607 Paladine

Peugeot 607 Paladine je speciální Landaulet verzi modelu 607, který byl vyvinut a postaven v roce 2000 ve spolupráci s Heuliez, jako koncept vozu. Motor je 3.0 V6. Je prodloužena o 500 mm (celková délka více než 5 m) a zadní část je vybavena zatahovací střechou podobné té na modelu 206 nebo 307 CC.
Speciální kožený interiér byl vyvinut ve spolupráci s Hermès.
Vůz byl poprvé představen na Geneva Motor Show v roce 2000. Poprvé se objevil o sedm let později při inauguraci francouzského prezidenta 16. května 2007. Auto bylo dodatečně zmodernizováno v souladu s faceliftem z roku 2004.

## Nástupce
V listopadu 2009 Philippe Varin z PSA oznámil, že nástupce Peugeot 607 by neměl být nazván Peugeot 608, ale místo toho Peugeot 508. 508 nahradil menší Peugeot 407, jehož prodej klesal rychle v průběhu roku 2008 a 2009.

## Motory
| Model                           | Motorová řada                          | Kód motoru                      | Počet válců                     | Počet ventilů                   | Ventilovýrozvod                 | Vrtání × zdvih [mm]             | Zdvihový objem [cm3]            | Přeplňování                     | Max. výkon [kW (k) při ot./min] | Max. točivý moment [Nm při ot./min] | Spotřeba paliva [prům.]         | Pořizovací cena                 |
| Zážehové motory před faceliftem | Zážehové motory před faceliftem        | Zážehové motory před faceliftem | Zážehové motory před faceliftem | Zážehové motory před faceliftem | Zážehové motory před faceliftem | Zážehové motory před faceliftem | Zážehové motory před faceliftem | Zážehové motory před faceliftem | Zážehové motory před faceliftem | Zážehové motory před faceliftem     | Zážehové motory před faceliftem | Zážehové motory před faceliftem |
| ------------------------------- | -------------------------------------- | ------------------------------- | ------------------------------- | ------------------------------- | ------------------------------- | ------------------------------- | ------------------------------- | ------------------------------- | ------------------------------- | ----------------------------------- | ------------------------------- | ------------------------------- |
| 2,0i 16V                        | 9DRFNB                                 | RFN                             | R4                              | 16V                             | DOHC                            | 85,0 × 88,0                     | 1997                            | ne                              | 100 (138) při 6000              | 190 při 4100                        | 8,6 l/100km                     | 924 750Kč                       |
| 2,2i 16V                        | 9D3FZB 9D3FZE Automat                  | 3FZ                             | R4                              | 16V                             | DOHC                            | 86,0 × 96,0                     | 2230                            | ne                              | 116 (160) při 5650              | 217 při 3900                        | 9,1 9,5 l/100km                 | 1 003 050-1 252 800 Kč          |
| 3,0i V6 24V                     | 9DXFXB 9DXFXE Automat                  | XFX                             | V6                              | 24V                             | 2 × DOHC                        | 87,0 × 82,6                     | 2946                            | ne                              | 152 (210) při 6000              | 285 při 3750                        | 9,8 10,2 l/100km                | 1 294 650- 1 435 050 Kč         |
| Zážehové motory po faceliftu    |                                        |                                 |                                 |                                 |                                 |                                 |                                 |                                 |                                 |                                     |                                 |                                 |
| 2,2i 16V                        | 9U3FZ5 9U3FZC/D 9U3FZC/IF              | 3FZ                             | R4                              | 16V                             | DOHC                            | 86,0 × 96,0                     | 2230                            | ne                              | 116 (160) při 5650              | 217 při 3900                        | 9,1 l/100km                     | 1 035 450 Kč                    |
| 2,2i 16V                        | 9U3FZF/D 9U3FZF/IF Automat             | 3FZ                             | R4                              | 16V                             | DOHC                            | 86,0 × 96,0                     | 2230                            | ne                              | 116 (160) při 5650              | 217 při 3900                        | –                               | –                               |
| 2,2i 16V                        | 9U3FYH                                 | 3FY                             | R4                              | 16V                             | DOHC                            | 86,0 × 96,0                     | 2230                            | ne                              | 120 (163) při 5875              | 220 při 4150                        | –                               | –                               |
| 3,0i V6 24V                     | 9UXFV6 9UXFVJ 9UXFJ/D 9UXFVU/D Automat | XFV XFJ XFU                     | V6                              | 24V                             | 2 × DOHC                        | 86,0 × 86,0                     | 2946                            | ne                              | 155 (211) při 6000              | 290 při 3750                        | 10,2l/100km                     | 1 444 500 Kč                    |
| Vznětové motory před faceliftem |                                        |                                 |                                 |                                 |                                 |                                 |                                 |                                 |                                 |                                     |                                 |                                 |
| 2,0 HDi                         | 9DRHZB                                 | RHZ                             | R4                              | 8V                              | SOHC                            | 85,0 × 88,0                     | 1997                            | T, IC                           | 80 (109) při 4000               | 250 při 1750                        | 6,0 l/100km                     | 1 104 300 Kč                    |
| 2,0 HDi FAP                     | 9DRHSB                                 | RHS                             | R4                              | 8V                              | SOHC                            | 85,0 × 88,0                     | 1997                            | T, IC                           | 79 (109) při 4000               | 250 při 1750                        | 6,0 l/100km                     | 1 050 300 Kč                    |
| 2,2 HDi FAP                     | 9D4HXB 9D4HXE Automat                  | 4HX                             | R4                              | 16V                             | DOHC                            | 85,0 × 96,0                     | 2179                            | T, IC                           | 98 (136) při 4000               | 314 při 2000                        | 6,7 l/100km                     | 1 286 550 Kč                    |
| Vznětové motory po faceliftu    |                                        |                                 |                                 |                                 |                                 |                                 |                                 |                                 |                                 |                                     |                                 |                                 |
| 2,0 HDi FAP                     | 9URHLH 9URHRH                          | RHL RHR                         | R4                              | 8V                              | SOHC                            | 85,0 × 88,0                     | 1997                            | T, IC                           | 79 (109) při 4000               | 250 při 1750                        | 6,0 l/100km                     | 1 050 300 Kč                    |
| 2,0 HDi FAP                     | 9URHLH                                 | RHL                             | R4                              | 16V                             | SOHC                            | 85,0 × 88,0                     | 1997                            | T, IC                           | 93 (126) při 4000               | 320 při 2000                        | –                               | –                               |
| 2,0 HDi FAP                     | 9URHRH                                 | RHR                             | R4                              | 16V                             | SOHC                            | 85,0 × 88,0                     | 1997                            | T, IC                           | 100 (136) při 4000              | 320 při 2000                        | 6,1 l/100km                     | 1 156 950 Kč                    |
| 2,2 HDi FAP                     | 9U4HXG 9U4HXE                          | 4HX                             | R4                              | 16V                             | DOHC                            | 85,0 × 96,0                     | 2179                            | T, IC                           | 98 (136) při 4000               | 314 při 2000                        | 6,6 l/100km                     | 1 370 250 Kč                    |
| 2,2 HDi FAP                     | 9U4HPH                                 | 4HP                             | R4                              | 16V                             | DOHC                            | 85,0 × 96,0                     | 2179                            | T, IC                           | 120 (163) při 4000              | 370 při 1500                        | –                               | –                               |
| 2,2 HDi FAP                     | 9U4HTH                                 | 4HT                             | R4                              | 16V                             | DOHC                            | 85,0 × 96,0                     | 2179                            | T, IC                           | 125 (163) při 4000              | 370 při 1500                        | –                               | –                               |
| 2,7 HDi FAP                     | 9UUHZJ Automat                         | UHZ                             | V6                              | 24V                             | 2 × DOHC                        | 81,0 × 88,0                     | 2721                            | T, IC                           | 150 (204) při 4000              | 440 při 1900                        | 8,4 l/100km                     | 1 814 400 Kč                    |